# FK Osipowicze
FK Osipowicze (biał. ФК «Асiповiчы») – białoruski klub piłkarski z siedzibą w miejscowości Osipowicze w obwodzie mohylewskim.

## Historia
Chronologia nazw:
- 1994–1995: KPZ Osipowicze (biał. КРЗ (Асiповiчы))
- 1996–2000: Świsłacz-Kroula Osipowicze (biał. «Сьвіслач-Кроўля» (Асiповiчы))
- 2001: Świsłacz Osipowicze (biał. «Сьвіслач» (Асiповiчы))
- 2002–...: FK Osipowicze (biał. ФК «Асiповiчы»)

Klub został założony w 1994 jako KPZ Osipowicze. Nazywał się też Świsłacz-Kroula Osipowicze i Świsłacz Osipowicze. Obecnie nazywa się FK Osipowicze.